# Chuck McCann
Charles John Thomas "Chuck" McCann, ameriški komik in igralec, * 2. september 1934, Brooklyn, New York, ZDA.